# Кремона (лунный кратер)
Кратер Кремона (лат. Cremona) — большой древний ударный кратер на северном-северо-западном лимбе видимой стороны Луны, большая его часть находится на обратной стороне Луны. Название присвоено в честь итальянского математика Луиджи Кремона (1830—1903) и утверждено Международным астрономическим союзом в 1964 г. Образование кратера относится к нектарскому периоду. 

## Описание кратера
Ближайшими соседями кратера Кремона являются кратер Линдблад на северо-западе; кратер Брианшон на севере; кратер Дезарг на северо-востоке; кратер Пифагор на востоке-юго-востоке и кратер Буль на юге-юго-востоке. Селенографические координаты центра кратера 67°14′ с. ш. 90°52′ з. д. / 67,24° с. ш. 90,86° з. д., диаметр 85,1 км, глубина 4,1 км.
Кратер Кремона имеет полигональную форму. Вал сглажен, перекрыт двумя маленькими кратерами в северо-западной части, скоплением кратеров в северо-восточной и приметным сателлитным кратером Кремона L (см. ниже) в южной части. Внутренний склон вала широкий и  неравномерный по периметру кратера, в северной части имеет широкий уступ, в западной – необычно большую ширину. Высота вала над окружающей местностью достигает 1390 м, объем кратера составляет приблизительно 6800 км³.  Дно чаши сравнительно ровное, северо-восточная часть чаши занята сдвоенной парой сателлитных кратеров Кремона B и Кремона C, к западной части вала последнего примыкают останки центрального пика.
За счет своего расположения у северного-северо-западного лимба Луны кратер при наблюдениях имеет искаженную форму, наблюдения зависят от либрации.

## Сателлитные кратеры

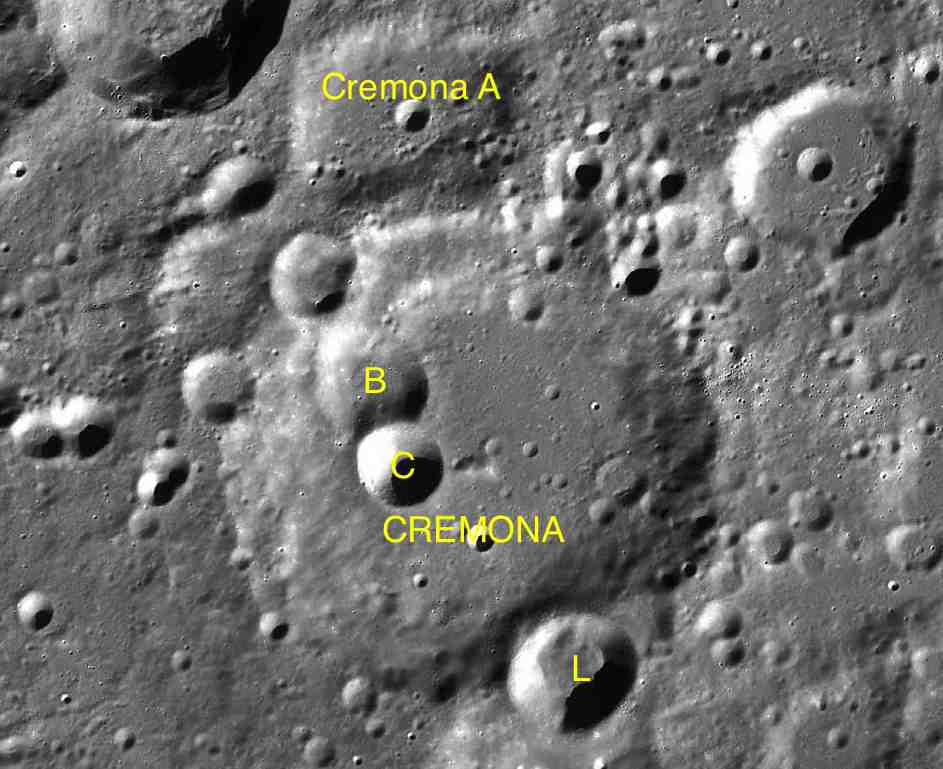
Фрагмент карты LAC-9.

| Кремона | Координаты                                            | Диаметр, км |
| ------- | ----------------------------------------------------- | ----------- |
| A       | 69°13′ с. ш. 90°53′ з. д. / 69,22° с. ш. 90,88° з. д. | 42,9        |
| B       | 67°46′ с. ш. 92°07′ з. д. / 67,76° с. ш. 92,11° з. д. | 19,3        |
| C       | 67°16′ с. ш. 91°52′ з. д. / 67,27° с. ш. 91,86° з. д. | 14,4        |
| L       | 65°56′ с. ш. 89°58′ з. д. / 65,94° с. ш. 89,96° з. д. | 21,6        |

## См.также
- Список кратеров на Луне
- Лунный кратер
- Морфологический каталог кратеров Луны
- Планетная номенклатура
- Селенография
- Минералогия Луны
- Геология Луны
- Поздняя тяжёлая бомбардировка